# Parentesi

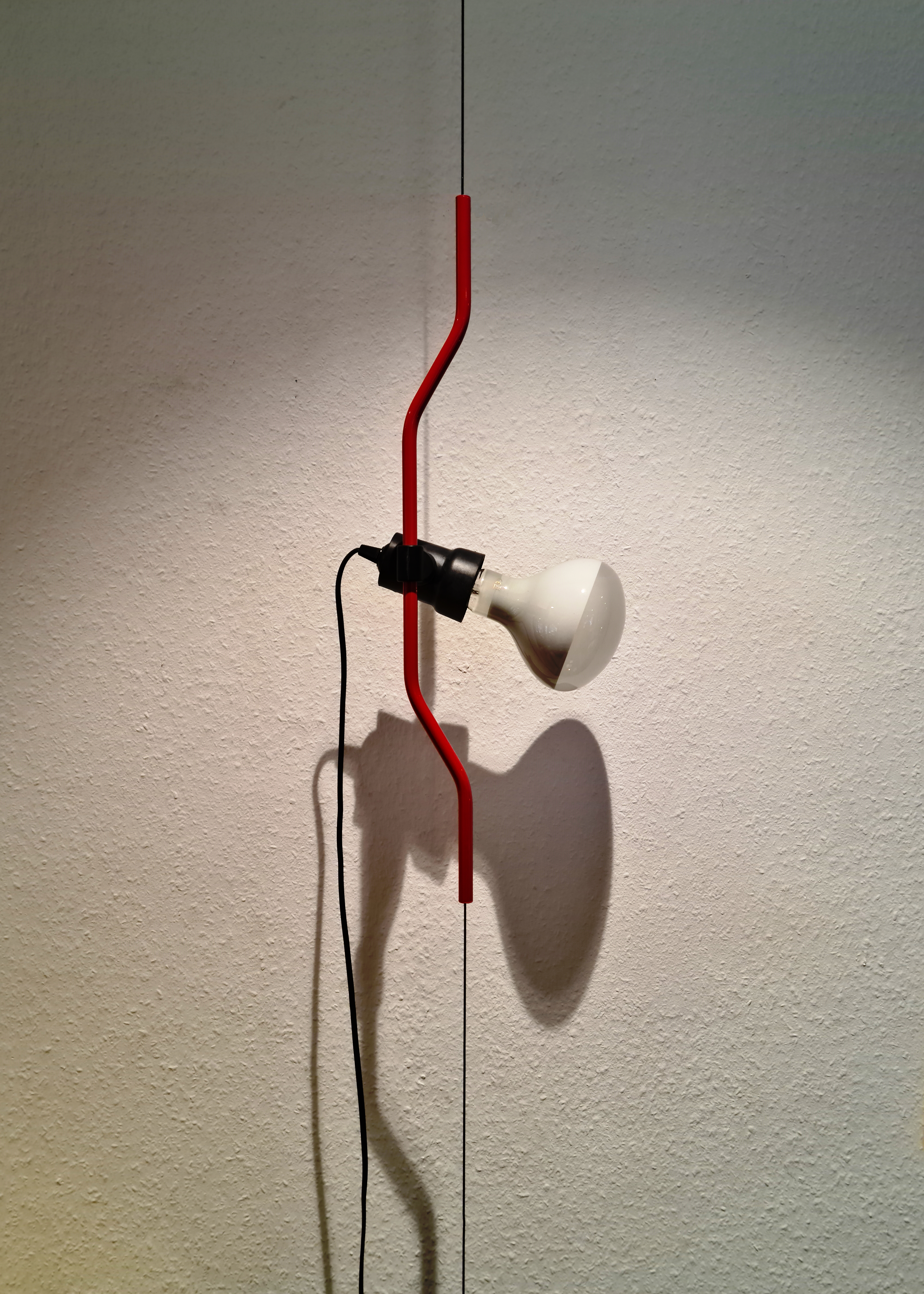
Flos Parentesi

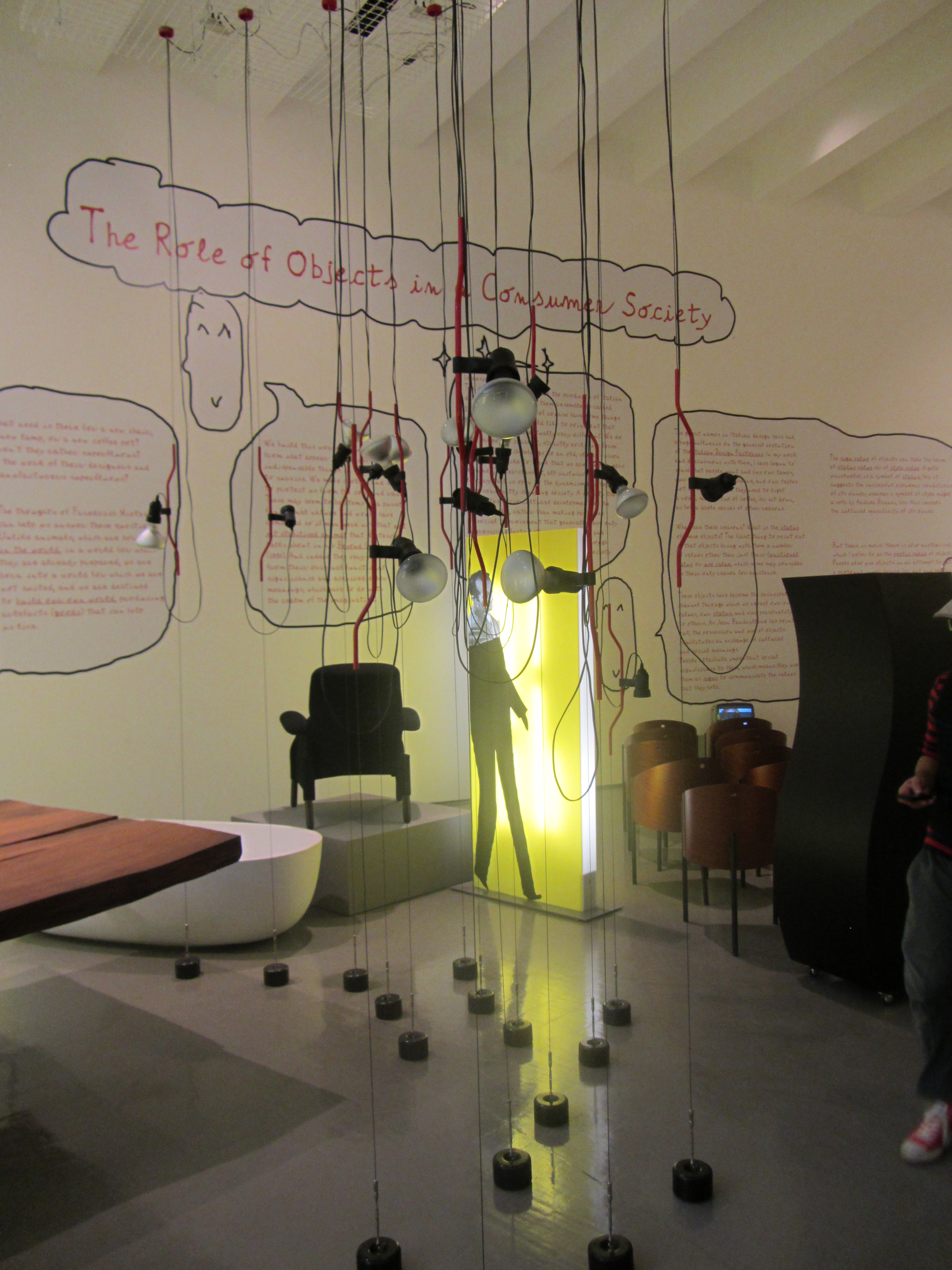
Parentesi

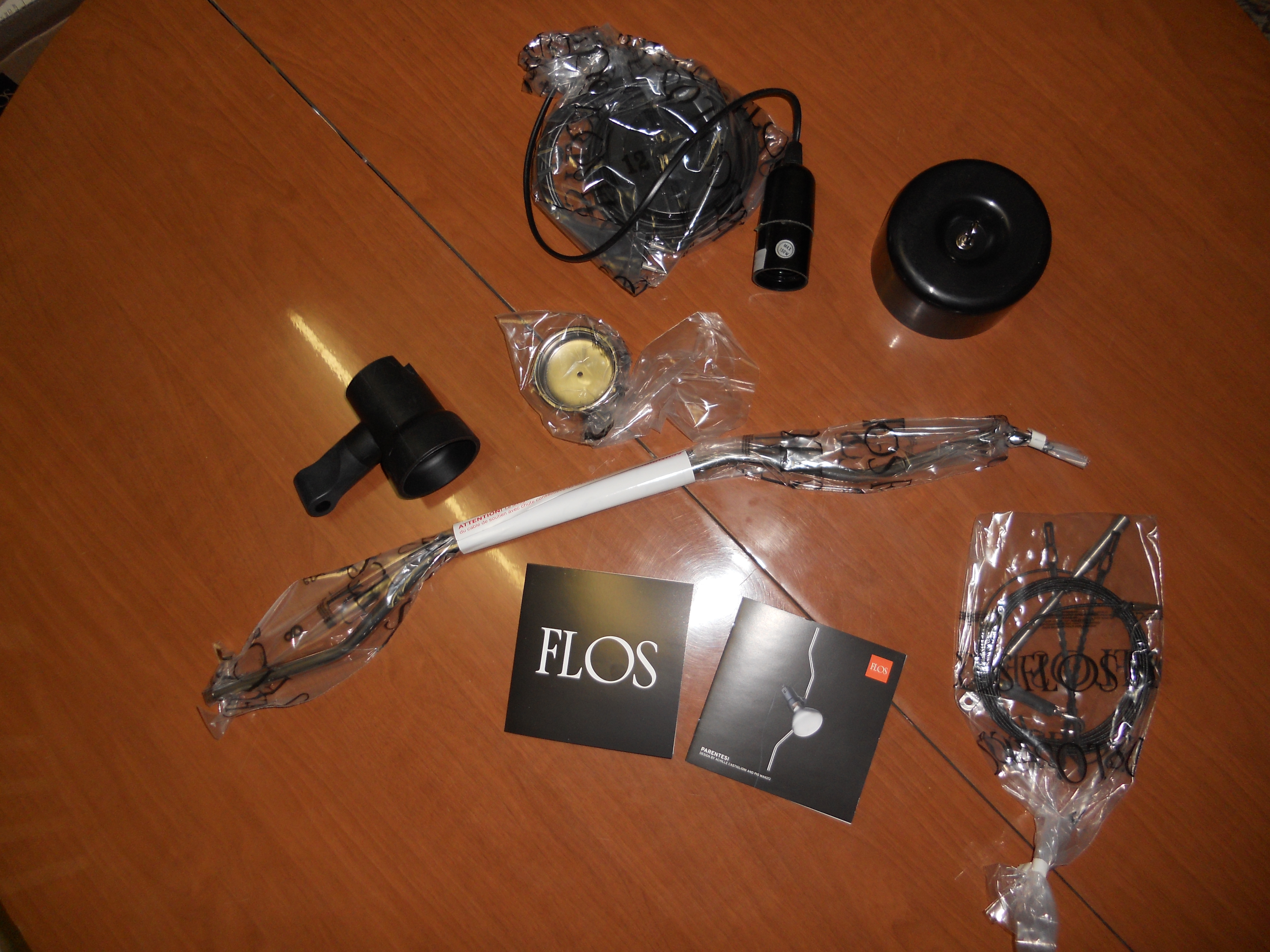
Ein Bausatz der Parentesi

Parentesi ist eine Leuchte, die vom italienischen Industriedesigner Achille Castiglioni gemeinsam mit Pio Manzù 1970 entworfen wurde. Produziert und vertrieben wird sie vom meranischen Leuchtenhersteller Flos.
Die Leuchte besteht aus einer drehbaren Fassung an einer höhenverstellbaren Montierung, die an einem vertikal gespannten Draht gehalten wird. Dadurch wird eine hohe Flexibilität bezüglich der Höhe und der Neigung der Lichtintensität ermöglicht. Sie ist aus einfachsten Formen und Materialien zusammengesetzt, der gesamte Bausatz besteht lediglich aus sieben Teilen. Das Prinzip der individuellen Regulierbarkeit der Lichtintensität wurde seitdem von vielen Herstellern durch Spots und Lichtschienen übernommen.
Pio Manzù arbeitete für die Designabteilung von Fiat, für die er etwa den Fiat 127 entwarf. Wahrscheinlich kam ihm die Idee der flexiblen Ausleuchtung bei der Entwicklung von Autoscheinwerfern. Er kam 1969 bei einem Autounfall ums Leben und hinterließ Skizzen zu Parentesi, die von Castiglioni bis zur Marktreife fertig entwickelt wurden. Benannt wurde die Leuchte nach der grammatischen Parenthese, bei der ein Einschub innerhalb eines Satzes mittels Satzzeichen abgetrennt wird. Dem entspricht bei der Leuchte der vertikal gespannte Draht von Decke zu Boden, an dem als Parantesi der Leuchtkörper angebracht ist.
Parentesi gilt als Klassiker des Industriedesigns, die Leuchte befindet sich unter anderem in der Sammlung des Design Museum in London, des Museum of Modern Art in New York City oder des Triennale di Milano in Mailand.